# Synaphris
Synaphris là một chi nhện trong họ Synaphridae.

## Các loài
- Synaphris agaetensis Wunderlich, 1987
- Synaphris calerensis Wunderlich, 1987
- Synaphris dalmatensis Wunderlich, 1980
- Synaphris franzi Wunderlich, 1987
- Synaphris lehtineni Marusik, Gnelitsa & Kovblyuk, 2005
- Synaphris letourneuxi (Simon, 1884)
- Synaphris orientalis Marusik & Lehtinen, 2003
- Synaphris saphrynis Lopardo, Hormiga & Melic, 2007
- Synaphris schlingeri Miller, 2007
- Synaphris toliara Miller, 2007
- Synaphris wunderlichi Marusik & Zonstein, 2011